# Лангенау
Лангенау (нім. Langenau) — місто в Німеччині, знаходиться в землі Баден-Вюртемберг. Підпорядковується адміністративному округу Тюбінген. Входить до складу району Альб-Дунай.
Площа — 75,00 км2. Населення становить 15 470 ос. (станом на 31 грудня 2020).